# Tiradelphe schneideri
Tiradelphe schneideri is een vlinder uit de familie Nymphalidae, onderfamilie Danainae.
De wetenschappelijke naam van de soort werd voor het eerst geldig gepubliceerd in 1984 door Philip Ronald Ackery en Richard Irwin Vane-Wright.